# Marçal de Limoges
São Marçal, Marçal de Limoges, Marcial de Limoges (Gália, século III) foi o primeiro bispo de Limoges. É venerado como santo mártir pelas igrejas católica, ortodoxa e anglicana. 
Pouco há de histórico sobre sua vida, além de dados essenciais como seu envio de Roma, sua atuação missionária na Aquitânia e seu martírio. Tudo o que se sabe provém dos relatos de Gregório de Tours (538 – 593) e pode ser assim resumido, segundo a Catholic Encyclopedia:
Durante o consulado de Décio e Grato, sete bispos foram enviados de Roma para a Gália para atividades missionárias. Graciano para Tours, Trófimo para Arles, Paulo para Narbona, Saturnino para Toulouse, Denis para Paris, Austremônio para Clermont  e Marçal para Limoges.  Marçal deve ter sido acompanhado por dois presbíteros enviados do Oriente. Parece que ele mesmo era natural da Gália. Evangelizou a Aquitânia a partir de sua sé episcopal em Limoges.
Foi martirizado no século III, juntamente com São Alpiniano e São Austricliniano, presbíteros de sua diocese.
Uma lenda medieval o inclui como um dos companheiros de São Pedro e primeiro evangelizador da Gália Aquitanense. As lendas medievais ornaram a vida do santo com feitos extraordinários. Vale ressaltar que São Marçal é um santo reconhecido pela Igreja e venerado há séculos, apesar de diversos comentários populares afirmarem o contrário porque mal interpretaram a reprovação da Igreja dessa lenda. 
É representado com as vestes episcopais, geralmente casula, capa magna, báculo e mitra. Em representações mais antigas, usa túnica e pálio apostólico.  Seus atributos iconográficos são os paramentos episcopais, bastão mágico em forma de mão da justiça, bordão de cruz dupla, em algumas representações um anjo o acompanha.

## As ostensões de Limoges
Em Limoges há uma prática religiosa denominada Ostensions (ostensões) que são exposições solenes de relíquias de santos limosinos  realizadas a cada sete anos.
A primeira ostensão foi realizada em 12 de novembro de 994 quando houve uma epidemia de ergotismo, chamada “mal dos ardentes”. Esta epidemia ocorreu durante as campanhas visigodas de 994 e quase dizimou a população local.
As relíquias dos santos Marçal, Aureliano, Loup e Valério, veneradas em diferentes igrejas da diocese são expostas em relicários ricamente adornados, que percorrem as ruas de Limoges.
Os atos solenes das ostensões são manifestações de religiosidade popular que se realizaram de forma irregular ente  1212 a 1514; mas a partir de 1519 passaram a ocorrer a cada sete anos, com alguma irregularidade devida a fatos políticos e religiosos. Desde 1806, após a concordata de 1801, são regulares. As ostensões são organizadas pela Diocese de Limoges e pela Grã-Confraria de São Marçal.
Parente de Santo Estevão, São Marçal era um dos 72 discípulos de Cristo que o seguiu continuamente. Filho de Marcelo e Elizabeth, era menino quando Jesus tomou de suas mãos o peixe e os pães com os quais alimentou cinco mil homens no deserto. Foi batizado por São Pedro aos 15 anos por ordem do Messias. Esteve presente na Última Ceia e o ajudou a lavar os pés dos apóstolos.
Depois da ascensão de Jesus, acompanhou Pedro em sua evangelização. Em um sonho em que foi visitado por Cristo, Pedro recebeu ordens de encaminhar Marçal para pregar na França.
Um de seus milagres foi uma ressurreição, quando São Marçal ainda estava vivo. Para tal feito, utilizou-se de um cajado que lhe tinha sido dado por São Pedro. Com esse mesmo instrumento, curou paralíticos e apagou incêndios - por essa razão é o santo que livra a humanidade do fogo.
Sua força era tanta que sobre ele há uma história de conversão de doze mil pessoas num único dia. Ao repreender os adoradores de imagens, foi preso e açoitado.
Uma enorme claridade invadiu a cela onde ele se encontrava e o libertou, juntamente com todos que ali estavam. No mesmo instante, um raio matou todos os seus algozes.
A proporção do acontecido foi tamanha que milhares de pessoas, que estiveram ali, quiseram ser batizadas naquele momento.

## São Marçal no Brasil
No folclore brasileiro é celebrado com fogueiras de paneiros e palhas secas no dia de sua festa litúrgica (30 de junho) que encerra os festejos juninos.
Em São Luís, em 2007, foi erguido um monumento em sua homenagem, dada a popularidade de seus festejos, realizados na cidade desde 1928 e que anualmente reúnem milhares de pessoas no bairro do João Paulo, no Festejo de São Pedro e São Marçal.

## Galeria de imagens

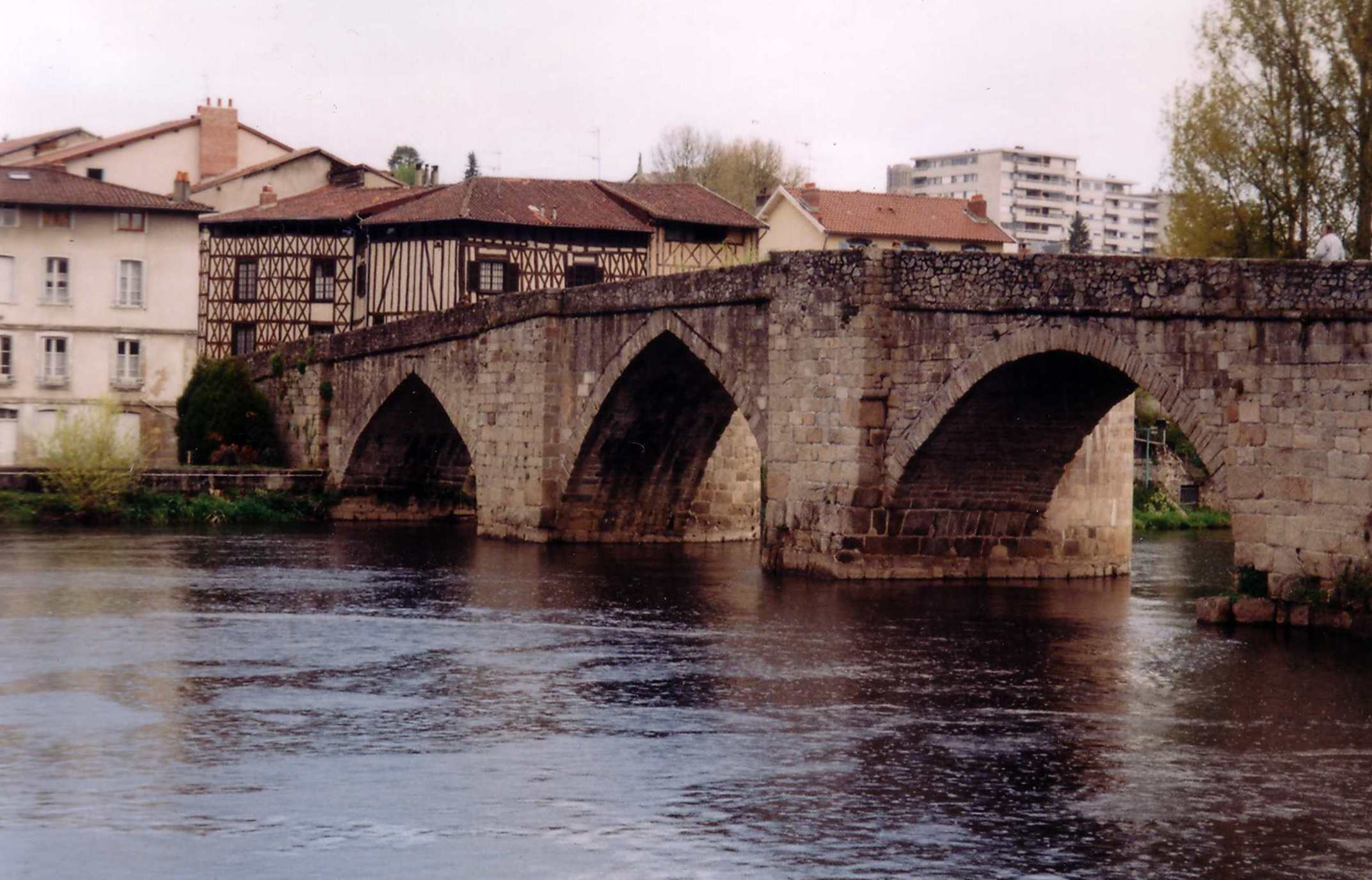
Ponte São Marçal em Limoges
Brasão d'armas de Limoges
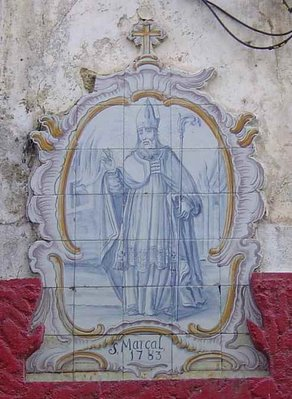
São Marçal, registo de azulejos, Setúbal